# Xistosidade
Xistosidade é a designação dada em geologia estrutural e em petrografia à estrutura de certas rochas, principalmente xistos (daí o nome), cujos minerais estão dispostos em folhas paralelas entre si. A xistosidade reflete em geral a estrutura penetrativa de minerais recristalizados segundo uma orientação preferencial em planos ou linhas, dando origem a uma estrutura referida, respetivamente, como xistosidade planar e xistosidade linear. A xistosidade é um tipo de foliação.

## Descrição
O termo xistosidade é mais usado para referir a xistosidade planar. Quando a xistosidade se apresenta pouco definida devido a inexistência ou fraca ocorrência de minerais filitosos ou prismáticos, sobressaindo a ocorrência de minerais que tendem a ser equidimensionais, é usado o termo foliação em detrimento de xistosidade (ou de material xistoso).
A xistosidade está ligada à ação das forças tectónicas durante a deformação da rocha em ambiente metamórfico, uma vez que em determinadas configurações a presença de uma força perpendicular permite o rearranjo dos minerais que formam a microestrutura, normalmente filossilicatos. Este rearranjo gera uma clivagem ou propensão à ruptura em planos paralelos, uma vez que as ligações geradas entre as lamelas são mais fracas que as ligações no plano das lamelas.